# Витрак-ан-Вьяден
Витра́к-ан-Вьяде́н (фр. Vitrac-en-Viadène, окс. Vitrac) — коммуна во Франции, находится в регионе Окситания. Департамент — Аверон. Входит в состав кантона Сент-Женевьев-сюр-Аржанс. Округ коммуны — Родез.
Код INSEE коммуны — 12304.
Коммуна расположена приблизительно в 460 км к югу от Парижа, в 175 км северо-восточнее Тулузы, в 55 км к северо-востоку от Родеза.

## Население
Население коммуны на 2008 год составляло 113 человек.
| 1962 | 1968 | 1975 | 1982 | 1990 | 1999 | 2008 |
| ---- | ---- | ---- | ---- | ---- | ---- | ---- |
| 172  | 197  | 175  | 151  | 129  | 99   | 113  |

## Администрация
| Период | Период | Фамилия           | Партия | Примечания |
| ------ | ------ | ----------------- | ------ | ---------- |
| 2001   | 2008   | Жюльен Раффи      |        |            |
| 2008   |        | Жан-Франсуа Ришар |        |            |

## Экономика

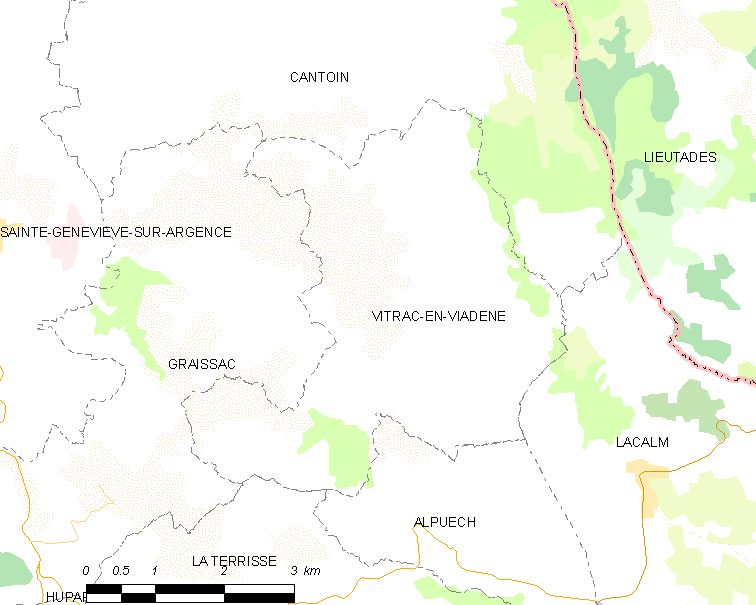
Карта коммуны

В 2007 году среди 58 человек в трудоспособном возрасте (15—64 лет) 47 были экономически активными, 11 — неактивными (показатель активности — 81,0 %, в 1999 году было 67,8 %). Из 47 активных работали 46 человек (27 мужчин и 19 женщин), безработным был 1 мужчина. Среди 11 неактивных 2 человека были учениками или студентами, 6 — пенсионерами, 3 были неактивными по другим причинам.